# Zambujal (Condeixa-a-Nova)
Zambujal ist eine Gemeinde (Freguesia) im portugiesischen Kreis Condeixa-a-Nova. In ihr leben 349 Einwohner (Stand 19. April 2021).